# Vít Havlíček
Vít Havlíček (* 1984) je český varhaník, hudební teoretik a pedagog.

## Život
V oboru varhany absolvoval konzervatoř v Pardubicích ve třídě Václava Uhlíře, poté studoval na Hudební fakultě Akademie múzických umění v Praze obor hudební teorie. V letech 2008 až 2010 vyučoval hudební teorii na Konzervatoři v Pardubicích, v současné době působí jako pedagog na Katedře teorie a dějin hudby HAMU v Praze. V roce 2010 stál u zrodu mezinárodního festivalu Hudební léto Kuks, jehož je ředitelem a dramaturgem.
V letech 2006–2012 působil jako varhaník a ředitel kůru v kostele sv. Jana Křtitele ve Dvoře Králové nad Labem, kde založil a vede Královédvorský chrámový sbor, s nímž premiéroval skladby mnoha předních soudobých autorů – Ilja Hurník, Luboš Sluka, Otomar Kvěch, Ivana Loudová, Ivan Kurz, Jiří Teml, Lukáš Hurník a další. Jako varhaník vystoupil na řadě festivalů (Haydnovy hudební slavnosti, Trutnovský varhanní festival, Orlicko-kladský varhanní festival a další).

## Publikační a nahrávací činnost
- Nové pojetí fugy u Antonína Rejchy (Praha, NAMU 2015)
- CD Musica Kukusiensis (2012) – nahrávka vybraných dochovaných skladeb z kukského archivu (spolu se sopranistkou Markétou Mátlovou)

## Ocenění
- 2001 – První cena na Soutěži mladých varhaníků Voříškův Vamberk za varhanní improvizaci
- 2011 – Osobnost města Dvora Králové udělena městskou radou za zásluhy v oblasti hudby za rok 2010